# Itsukushima
Itsukushima (厳島) è un’isola situata nella parte occidentale del Mare Interno di Seto, a nord-ovest della baia di Hiroshima. È popolarmente conosciuta come Miyajima (宮島), che in giapponese significa “Isola del Santuario”. L’isola è una delle Tre Vedute del Giappone di Hayashi Gahō, indicate nel 1643. Itsukushima fa parte della città di Hatsukaichi, nella prefettura di Hiroshima. L’isola apparteneva all’ex città di Miyajima prima della fusione con Hatsukaichi avvenuta nel 2005.
Itsukushima è celebre per il Santuario di Itsukushima, sito dichiarato Patrimonio dell'Umanità dall’UNESCO. Il santuario è stato considerato un luogo sacro per molto tempo; è possibile che gli abitanti locali avessero eretto un semplice luogo di culto sul sito già prima della costruzione del complesso, avvenuta nel 593 d.C. Nel 1168 d.C., Taira no Kiyomori, guerriero e cortigiano, contribuì in maniera significativa a dare al santuario la sua forma attuale. Nel XVI secolo, Toyotomi Hideyoshi, famoso signore della guerra e shōgun giapponese, fece costruire un grande edificio, il Senjō-kaku, su una collina sopra il santuario.
Itsukushima ospita numerosi templi, tra cui il Santuario Toyokuni con una pagoda a cinque piani, e il Tempio Daiganji, uno dei tre templi più celebri del Giappone dedicati a Benzaiten. L’isola è rinomata anche per i ciliegi in fiore che ornano i pendii superiori e per il foliage autunnale delle foglie d’acero.
L’isola di Itsukushima, comprese le acque circostanti, si trova all’interno del Parco nazionale del mare interno di Seto. Questo mare è soggetto a forti maree. Durante la bassa marea, il fondale marino emerge oltre il torii dell’isola; durante l’alta marea, il mare ricopre tutto il fango precedentemente esposto e riempie gli spazi sotto le passerelle del santuario.

## Geografia

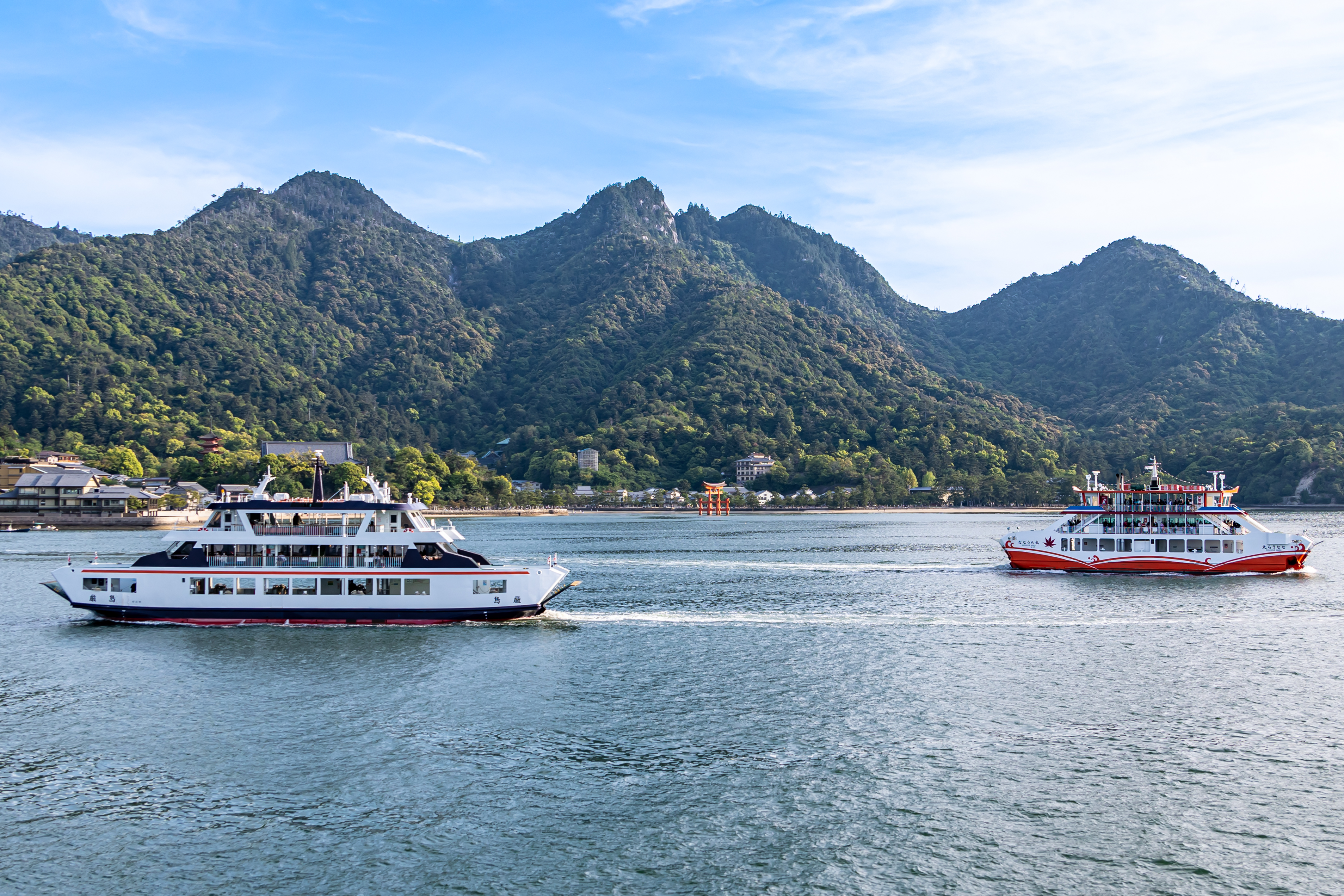
Vista dal mare del traghetto, del Monte Misen e del torii del Santuario di Itsukushima.

Itsukushima è montuosa e scarsamente popolata. Dispone di una scuola elementare e di una scuola media. Non ci sono semafori. È una zona rurale e montuosa, con una superficie di soli 30,39 chilometri quadrati e una popolazione di circa 2000 abitanti. Non vi sono città, ma solo piccoli paesi con case semplici e negozi di proprietà privata. Gli isolani si impegnano molto per preservare le foreste e rispettare la natura. Frequenti servizi di traghetto, gestiti dalla JR West (JR Miyajima Ferry) e dalla Miyajima Matsudai Tourist Ship, trasportano passeggeri e veicoli tra l’isola e la terraferma a Miyajimaguchi. Il viaggio dura circa dieci minuti. Esiste anche un servizio di aliscafo espresso ogni ora che collega il porto di Hiroshima.
Gli aceri di Miyajima sono rinomati in tutto il Giappone e in autunno ricoprono l’isola di un rosso acceso. I momiji manjū, dolci ripieni di marmellata di fagioli azuki o crema pasticcera, sono souvenir molto popolari e portano impressi simboli a forma di foglia d’acero. Sono disponibili anche molte altre varianti, come al cioccolato o al formaggio. Poiché l’isola è considerata sacra, gli alberi non possono essere tagliati per ricavarne legname. I cervi sika vagano liberamente. Nella religione shintoista, i cervi sono considerati sacri perché ritenuti messaggeri degli dèi. Essi camminano per le strade della città senza temere i turisti.
Si dice che lo shamoji, un tipo di spatola di legno usata per servire il riso cotto senza alterarne il sapore, sia stato inventato da un monaco che viveva sull’isola. Lo shamoji è un souvenir molto apprezzato, e nel distretto commerciale se ne possono trovare alcuni di dimensioni gigantesche.
La vetta del Monte Misen, a 535 metri, è il punto più alto dell’isola. La funivia di Miyajima porta i visitatori fino a un punto da cui, con una camminata di circa 30 minuti, si raggiunge la cima. Nei pressi si trovano diversi siti legati al monaco buddhista e fondatore del Buddhismo Shingon, Kōbō Daishi (弘法大師), tra cui il Daishō-in.
L’isola ospita anche il Giardino Botanico Naturale di Miyajima (宮島自然植物実験所, Miyajima Shizen Shokubutsu Jikkensho), situato sulla costa settentrionale.
Molte persone prendono il breve tragitto in traghetto dalla terraferma giapponese per pregare nei santuari di Miyajima e ammirare la bellezza delle sue foreste. Tra i santuari dell’isola si annoverano il Senjokaku (Santuario Toyokuni), la pagoda a cinque piani, la pagoda a due piani, il Santuario Kiyomori e il Santuario Omoto.

## Templi e santuari

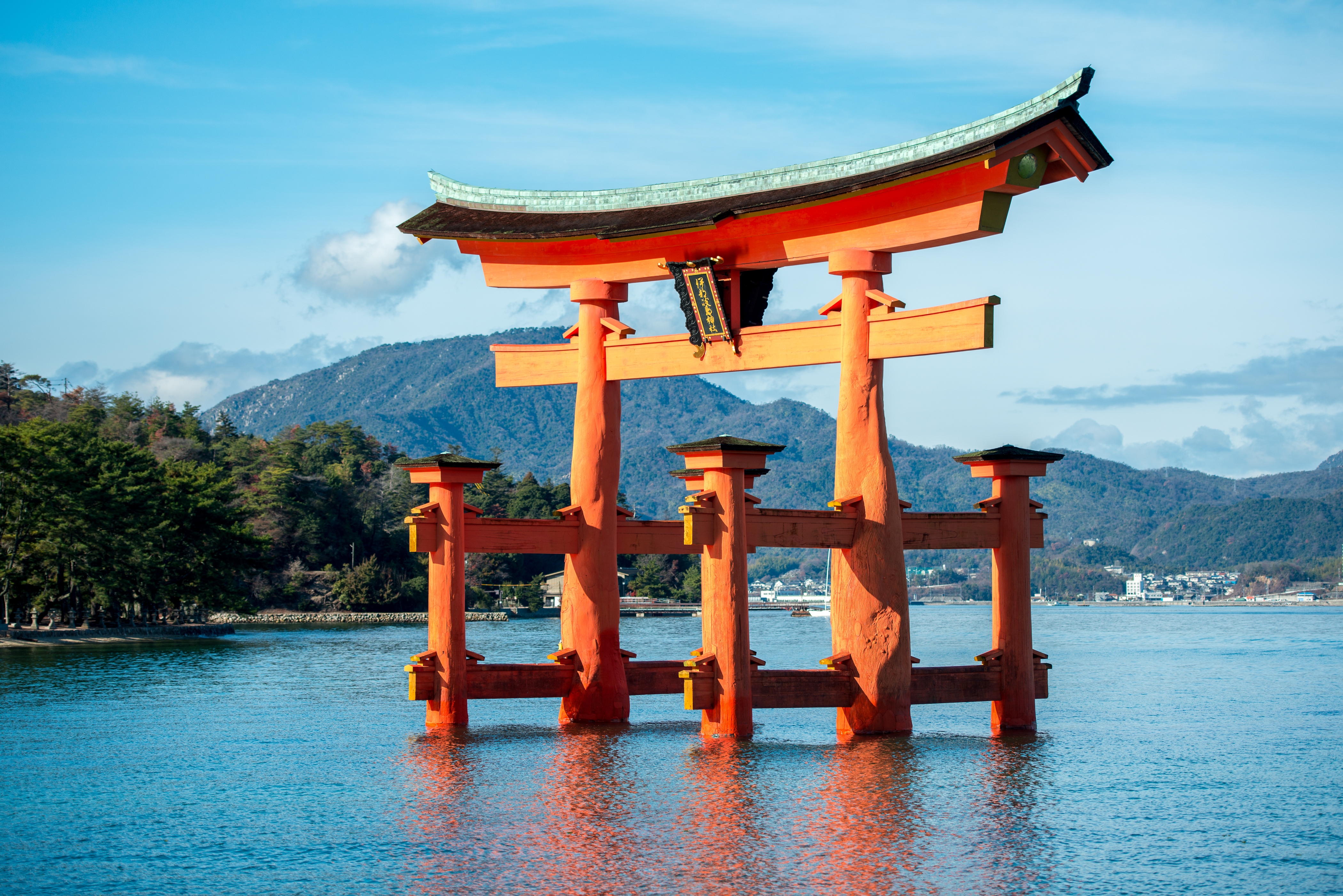
il torii d'ingresso del Santuario di Itsukushima

In Giappone, il termine “santuario (神社 Jinja)” indica una struttura religiosa shintoista, mentre “tempio (寺 Tera oppure Ji)” indica una struttura buddhista.

### Santuario di Itsukushima
Miyajima è famosa per il Santuario di Itsukushima (厳島神社, Itsukushima-jinja), un santuario shintoista noto per il suo torii “galleggiante”. Lo storico complesso del santuario è inserito nella lista dei Patrimoni dell’Umanità dell’UNESCO ed è considerato anche Tesoro Nazionale dal governo giapponese.

### Tempio Daiganji

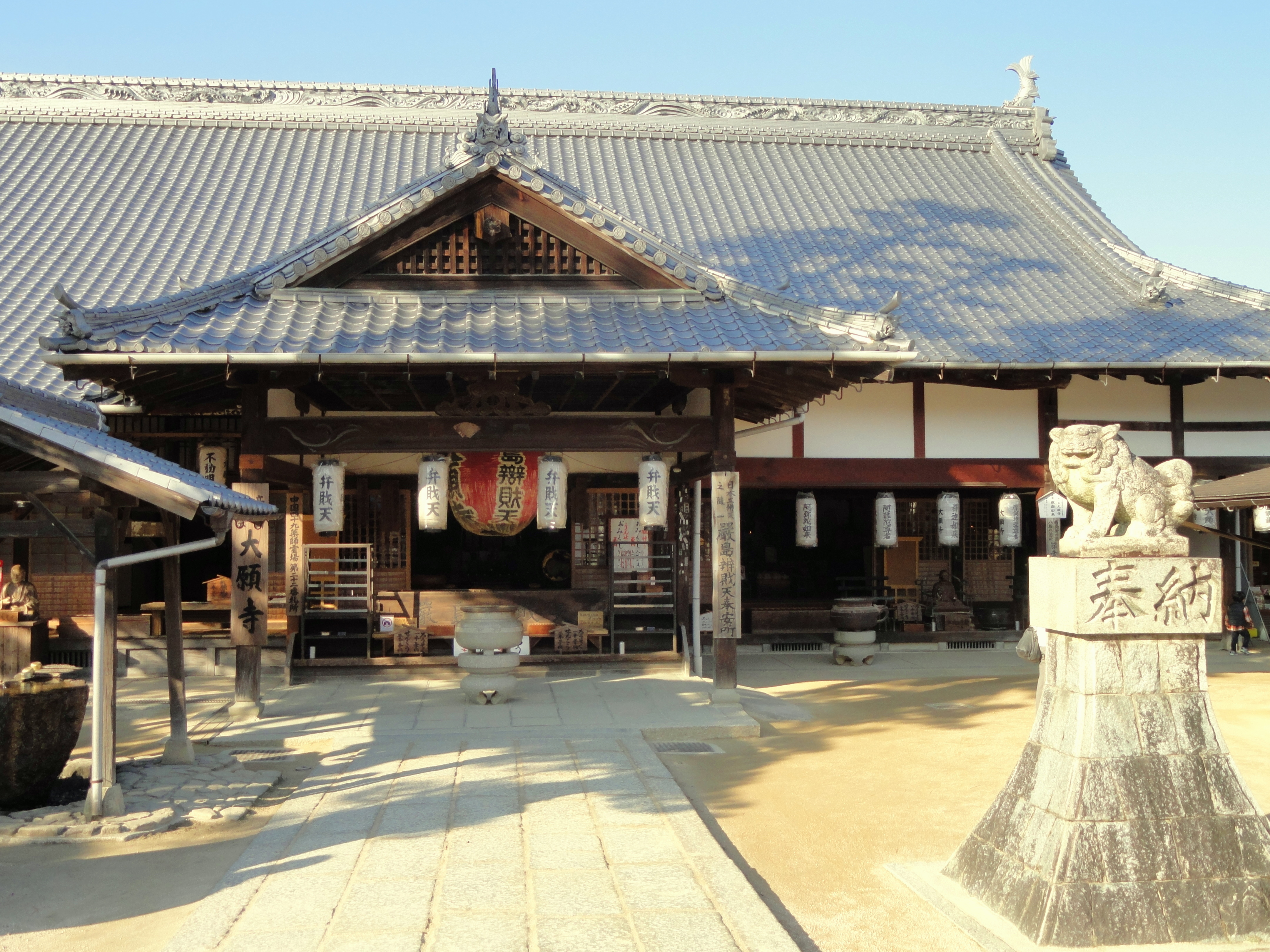
Tempio Daiganji

Accanto al Santuario di Itsukushima si trova il Tempio Daiganji, dedicato alla dea Benzaiten e a tre Buddha importanti per il Buddhismo Shingon. La dea Benzaiten in Giappone è stata ricondotta alla dea Saraswati dell’induismo in India. È la dea dell’eloquenza, della musica, delle arti, della ricchezza e della conoscenza. I tre Buddha presenti nel tempio sono il Buddha Gautama, il Buddha della Saggezza e il Buddha della Compassione.
Il Tempio Daiganji è uno dei tre templi più celebri del Giappone dedicati a Benzaiten, insieme all’Enoshima Benzaiten (Kanagawa) e al Chikubujima Benzaiten (Shiga). Il tempio di Benzaiten è aperto al pubblico una sola volta all’anno, il 17 giugno. In questa data, Miyajima ospita un grande festival, e gli abitanti della regione visitano il tempio per offrire le proprie preghiere.
La data precisa della prima costruzione del tempio Daiganji Benzaiten non è chiara. Fu ricostruito intorno al 1200 d.C., nel periodo Kamakura. La data di costruzione del santuario di Itsukushima e del tempio Daiganji è stimata intorno al VI secolo o successiva, e l’esistenza del santuario è confermata da antichi testi giapponesi già nei primi anni del IX secolo. Il Nihon Shoki conferma la sacralità di queste strutture di Miyajima durante il periodo Heian.

### Tempio Daishō-in
Il Daishō-in è un tempio giapponese storico situato sul Monte Misen, la montagna sacra dell’isola. È il 14º tempio del Pellegrinaggio dei 33 Kannon della regione di Chūgoku ed è famoso per gli aceri e i loro colori autunnali. È conosciuto anche come “Suishō-ji”. Sede centrale della scuola Omuro del Buddhismo Shingon, è il tempio più importante di Miyajima. In passato, il tempio amministrava il Santuario di Itsukushima, fino a quando, con la Restaurazione Meiji del 1868, fu vietato (con il Shinbutsu bunri) il sincretismo (Shinbutsu-shūgō) tra shintoismo e buddhismo.

### Senjokaku (Santuario Toyokuni)

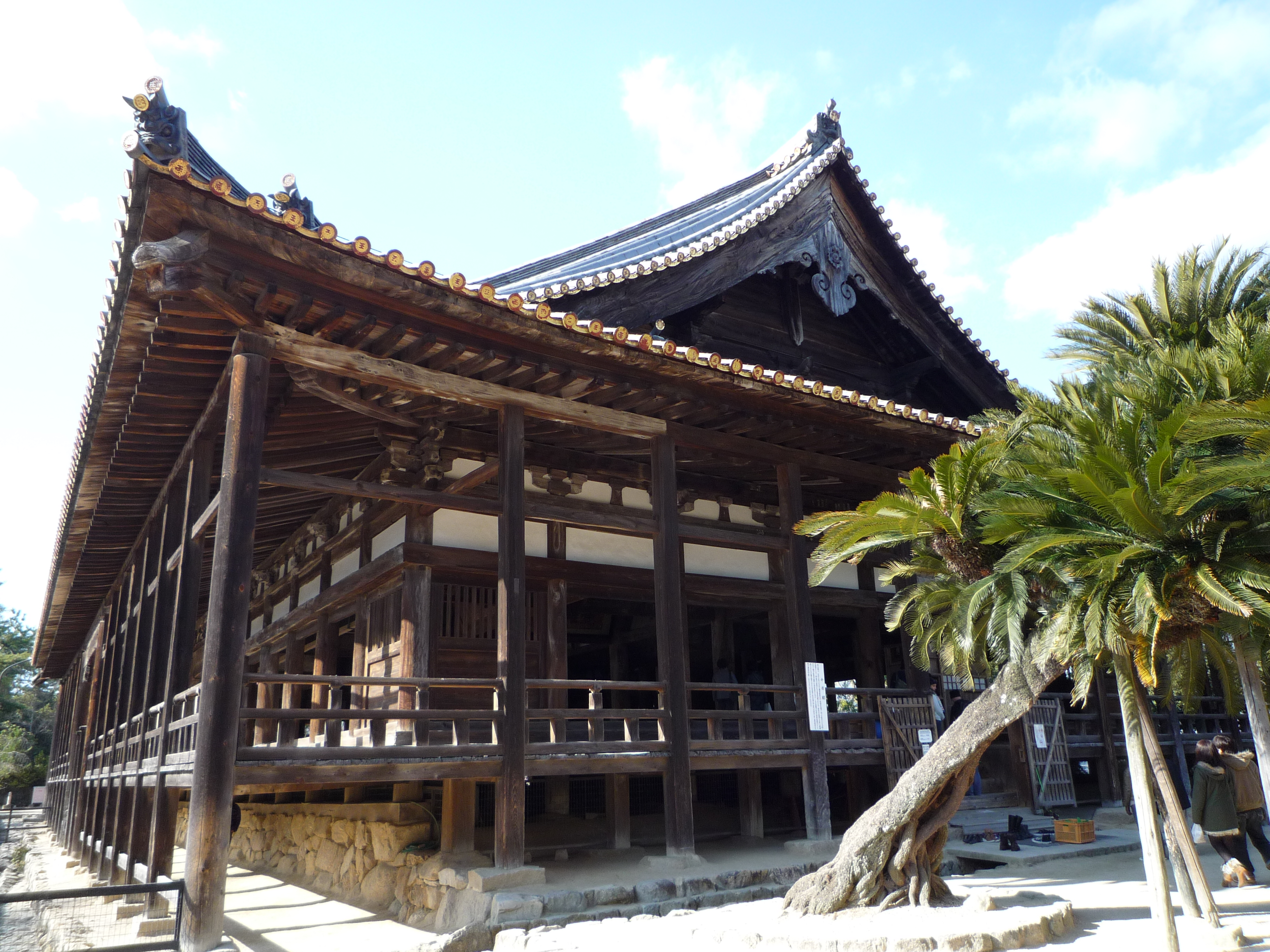
Senjokaku

Il Senjokaku (lett. “padiglione dei mille tatami”) è la struttura più grande dell’isola di Miyajima, come indica il nome. Toyotomi Hideyoshi iniziò la costruzione del Senjokaku come biblioteca buddhista, destinata alla recitazione dei sutra Senbu-kyō in memoria dei soldati caduti. Hideyoshi morì nel 1598 e l’edificio non fu mai completato del tutto. In origine vi erano consacrati l'Amitābha Buddha e due santi buddhisti, Ānanda e Mahākāśyapa, fino alla Restaurazione Meiji, quando la struttura fu convertita in santuario shintoista dedicato a Toyotomi Hideyoshi. Numerose tavolette votive, che in passato erano appese negli edifici del Santuario di Itsukushima fino all’era Meiji, sono state appese alle pareti all’interno della sala.

### Pagoda a cinque piani (Gojunoto)
La vicina Pagoda a cinque piani, costruita nel 1407 (e quindi precedente al Senjokaku), custodiva la statua seduta di Yakushi Nyorai, il Buddha della Medicina, che si dice sia stata realizzata dallo stesso Kōbō Daishi, affiancata da Fugen Bosatsu (Bodhisattva della Compassione) e Monju Bosatsu (Bodhisattva della Saggezza). Le tre immagini furono trasferite al Tempio Daiganji durante la Restaurazione Meiji.